# Nocturno Culto
Nocturno Culto (pseudônimo de Ted Skjellum, 4 de março de 1972) é um músico norueguês, mais conhecido por seu trabalho na banda de black metal Darkthrone, a qual faz parte desde 1988. Atualmente é líder do projeto musical Gift of Gods, onde tocar todos os instrumentos, e vocalista na banda Sarke. 
Também é professor em uma escola norueguesa e tem uma filha e um filho. 

## Discografia
Darkthrone
- (1991) Soulside Journey
- (1992) A Blaze In The Northern Sky
- (1993) Under A Funeral Moon
- (1994) Transilvanian Hunger
- (1995) Panzerfaust

- (1996) Goatlord
- (1996) Total Death
- (1999) Ravishing Grimness
- (2001) Plaguewielder
- (2003) Hate Them
- (2004) Sardonic Wrath
- (2006) The Cult Is Alive
- (2007) F.O.A.D.
- (2008) Dark Thrones And Black Flags
- (2010) Circle The Wagons
- (2013) The Underground Resistance
- (2016) Arctic Thunder

Satyricon
- (1996) Nemesis Divina (guitarra)

Sarke
- (2009) Vorunah (vocal)
- (2011) Oldarhian (vocal)
- (2013) Aruagint (vocal)

Gift of Gods
- (2013) Receive

Vidsyn
- (2004) On Frostbitten Path Beneath (vocal adicional)